# غرينوود فيليج (كولورادو)
غرينوود فيليج (بالإنجليزية: Greenwood Village, Colorado)‏ هي مدينة تقع في مقاطعة أراباهو بولاية كولورادو في الولايات المتحدة. تبلغ مساحتها 21 (كم²)، وترتفع عن سطح البحر 1666 م، بلغ عدد سكانها 13925 نسمة في عام 2010 حسب إحصاء مكتب تعداد الولايات المتحدة وتصل الكثافة السكانية فيها 663.1 نسمة/كم2.

## اقتصاد
تضم غرينوود فيليج جزءًا من مركز دنفر التكنولوجي (DTC). الشركات الموجودة حاليًا في قرية جرينوود:
- الاستجابة الطبية الأمريكية
- سي اس جي الدولية
- هندسة جاكوبس
- شركة نيومونت جولد كورب [4]

## أعلام
- مايك لو

## وصلات خارجية
- City of Greenwood Village